# Conveni marc per a la protecció de les minories nacionals
El Conveni marc per a la protecció de les minories nacionals és un tractat internacional aprovat al si del Consell d'Europa (que no s'ha de confondre amb la Unió Europea) que té per objectiu protegir les minories nacionals que existeixin al si dels estats, així com protegir els drets i llibertats de les persones que formen part d'aquestes minories. El text d'aquest Conveni-marc es va aprovar a Estrasburg el dia 1 de febrer del 1995, i va entrar en vigor l'1 de febrer del 1998. La referència en el llistat de tractats subscrits en el marc del Consell d'Europa és el número 157. El text oficial és en anglès i en francès sota la denominació, respectivament, de Framework Convention for the Protection of National Minorities i de Convention-cadre pour la protection des minorités nationales. El Consell d'Europa, fent honor a la diversitat nacional que preconitza, ofereix el mateix text en múltiples idiomes entre els quals el català, tot i que no tenen valor oficial.
És el principal tractat multilateral de protecció de les minories nacionals, tot i que altres organismes internacionals –diferents al Consell d'Europa– també es preocupen d'aquest tema: és el cas, particularment, de la OSCE i de les Nacions Unides.

## El contingut
El Conveni marc per a la protecció de les minories nacionals (del Consell d'Europa) pretén garantir certs drets a les minories, especialment en relació amb l'accés als mitjans de comunicació, a la protecció i a l'ús de les seves llengües, a l'educació, al desenvolupament de la pròpia cultura, a la participació en la vida pública i política, als drets d'associació i de reunió, així com al dret a mantenir relacions transfrontereres i internacionals amb membres o comunitats de la mateixa minoria nacional presents en altres estats. En definitiva, el dret a preservar la pròpia identitat. Obliga igualment als estats a no discriminar la població en funció de la pertinença o no a una determinada minoria nacional. I, també –segons l'article 5 del Conveni–, a no intentar polítiques que tendeixin a una assimilació contrària a la voluntat de les persones que pertanyen a una minoria nacional: els estats signants estan obligats, fins i tot, "a protegir les seves minories nacionals de qualsevol assimilació semblant" (és a dir, que no n'hi ha prou amb una actitud passiva, sinó que els estats han de ser pro-actius en protegir les seves minories).
El principal obstacle, no obstant, és que el Conveni no compta amb una definició de “minoria nacional” per manca de consens entre els estats membre del Consell d'Europa. En el Conveni, en efecte, no hi ha cap definició. Per tant, a la pràctica, cada estat té marge per a decidir quins grups han de ser (o poden ser) objecte del conveni al seu territori. Els criteris utilitzats pels estats són molt dispars: significar un nombre substancial de població, ser un grup adscrit a un territori concret, disposar d'un estat-patern, etc. Els estats, fins i tot denominen de manera diferent a les seves minories: “minoria lingüística”, “minoria tradicional”, “minoria autòctona”, etc. En qualsevol cas, en general es basen en criteris relacionats amb la seva identitat, com la religió, la llengua o les tradicions.
L'article 3 del Conveni estableix, ben cert, el dret de lliure identificació: és a dir, el dret (individual) de cada ciutadà d'escollir a ser tractat (o no) com a membre d'una minoria nacional i, en conseqüència, a reivindicar-ne els drets de protecció que li pertoquen. Falta, no obstant, que l'estat reconegui l'existència d'aquesta minoria nacional. Per això, a falta que el Conveni estableixi una definició clara de "minoria nacional", hi ha un mecanisme de seguiment que realitza informes periòdics sobre l'aplicació que en fa cada estat, que realitza visites, manté un diàleg amb els col·lectius que desitgen ser reconeguts com a minoria nacional i amb les autoritats estatals concernides.
Aquest seguiment està assegurat per un Comitè consultiu ad hoc del Consell d'Europa que, alhora, intenta establir una major concreció de criteris, anima regularment a les autoritats estatals a ser més inclusives de les seves minories nacionals i els fa recomanacions concretes (però que no passen de ser recomanacions). Aquest Comitè consultiu és conegut per les seves sigles en anglès: ACFC (Advisory Committee on the Framework Convention for the Protection of National Minorities). L'aplicació del Conveni i el reconeixement de les minories nacionals per cada estat és, doncs, un tema obert i dinàmic, sotmès a un impuls pacient i persuasiu per part dels òrgans del Consell d'Europa.

## Les ratificacions
Dels 47 estats membres del Consell d'Europa, l'han ratificat fins ara 39 d'ells. Quatre l'han signat però sense que després l'hagin ratificat: Bèlgica, Grècia, Islàndia i Luxemburg. I quatre més ni tan sols l'han signat: Andorra, França, Mònaco i Turquia.

## L'aplicació als Països Catalans
Així, dels estats presents en alguna part dels Països Catalans, n'hi ha dos que no han signat el Conveni (Andorra i França) i dos que l'han signat i ratificat (Espanya i Itàlia). En efecte, Espanya va ratificar el text l'1 de setembre de 1995, i Itàlia va fer-ho el 3 de novembre del 1997. Tot i així, només Itàlia el va ratificar integralment i sense fer-hi cap reserva.
Itàlia ha reconegut, a partir d'una estructura “autonòmica” asimètrica, diferents “minories lingüístiques” com les poblacions de llengua albanesa, alemanya, catalana (per l'Alguer), croata, grega, francesa, francoprovençal, furlana (o friülana), ladina, occitana, sarda i eslovena.
En el cas espanyol, en canvi, l'estat va ratificar el Conveni afegint-hi una comunicació per la qual notifica –el 15 de novembre de 2016– al Consell d'Europa que, segons les disposicions constitucionals espanyoles, al seu territori no hi existeix cap minoria nacional i que el text d'aquest Conveni s'aplica però, malgrat no constituir tampoc cap minoria nacional, als ciutadans espanyols de “la comunitat gitana”. Per tant, Espanya va ratificar el Conveni a condició d'aplicar-lo exclusivament als seus ciutadans d'ètnia gitana.
Aquesta aplicació restrictiva que en fa Espanya li ha valgut les crítiques del Comitè consultiu del Conveni-marc, òrgan del Consell d'Europa encarregat de supervisar el compliment que en fan els estats signataris.